# L'union fait la force (nouvelle)
Pour les articles homonymes, voir L'union fait la force (homonymie).
L'union fait la force (titre original : Unite and Conquer) est une nouvelle de Theodore Sturgeon publiée pour la première fois en octobre 1948 dans Astounding Science Fiction
Le récit évoque l'arrivée à proximité de la Terre de vaisseaux extraterrestres menaçants, ce qui oblige les Humains à s'unir malgré leurs différences. Il est intéressant de noter que la nouvelle est parue au tout début de la Guerre froide, après le coup de Prague et en plein blocus de Berlin.
La nouvelle relève du space opera, ce qu'il convient de souligner compte tenu de sa date de parution, à un moment où la conquête spatiale n'existait quasiment pas.

## Parutions

### Parutions aux États-Unis
La nouvelle est parue initialement aux États-Unis en octobre 1948 dans Astounding Science Fiction.

### Parutions en France
La nouvelle a notamment été publiée dans l'anthologie Méduse (p. 119 à 186) composée par Marianne Leconte, publiée en 1978 aux éditions Librairie des Champs-Élysées.

### Parutions dans d'autres pays occidentaux
La nouvelle a aussi été publiée :
- en langue allemande :
  - en 1964 sous le titre Einigkeit über alles ;
  - en 1977 sous le titre Die Outsider ;
- en langue italienne en 1987 sous le titre Unirsi e vincere.

## Résumé
La Guerre froide bat son plein entre le bloc occidental et le bloc soviétique. On s'attend tous les jours à ce qu'un nouveau conflit mondial naisse entre les blocs. Deux frères ne se sont pas vus depuis quelque temps : l'un est le colonel Simmons, qui travaille désormais au Comité Stratégique (organisme placé auprès du président des États-Unis et chargé de la réflexion stratégique du pays) ; l'autre est le docteur Simmons, un brillant scientifique auteur de plusieurs inventions civiles adaptées par les militaires à la défense nationale.
Quelque temps après, un vaisseau extraterrestre arrive à proximité de la Terre. Sa trajectoire donne à penser qu'il va larguer une bombe atomique. Le Comité Stratégique demande l'avis du docteur Simmons qui confirme qu'un largage d'une telle bombe est probable. L'armée détruit le vaisseau, mais ce dernier a eu le temps de lancer sa bombe qui atomise une montagne éloignée de toute agglomération : par bonheur il n'y a aucune victime. Quelques semaines après, les radars détectent l’arrivée de trois autres vaisseaux extraterrestres qui devraient parvenir dans les parages de la Terre dans six ou huit mois. Ils se déplacent en formation et tout laisse penser qu'ils vont prendre la planète Terre « en tenailles », sans doute pour procéder à une nouvelle attaque. Le docteur Simmons invite le Comité stratégique à réfléchir sur une entraide intergouvernementale, si ce n’est mondiale, pour faire face à cette menace. Finalement l'humanité, faisant fi de ses divergences politiques, religieuses et économiques, parvient à s'unir pour lancer dans l'espace une constellation de satellites répartis sur trois niveaux différents, avec des armes défensives permettant la détection et l'interception de tout tir de missile en provenance de l'espace. Corrélativement, les sociétés humaines se rapprochent en elles : les sociétés capitalistes introduisent des éléments de socialisme dans leur fonctionnement, tandis que les sociétés communistes intègrent des éléments de la libre concurrence et du commerce. Les deux blocs tendent à se rapprocher. Au terme prévu par les calculs, les trois engins extraterrestres arrivent à proximité de la Terre. Ils tirent quelques missiles mais tous sont interceptés grâce aux satellites envoyés dans l'espace, pour lesquels on a trouvé des applications pacifiques (téléphonie, échanges commerciaux, etc.).
Un soir, le colonel Simmons rend visite à son frère scientifique. Il vient le voir au sujet de réflexions qu'il a eues et dont il veut avoir la confirmation. Une longue discussion a lieu entre les deux frères. Le colonel apprend que l'arrivée des extraterrestres était concertée entre son frère et eux, qu'il s'agisse de l'arrivée du premier vaisseau et du largage de la bombe atomique, ou qu'il s'agisse de l’arrivée des trois autres vaisseaux. Mais ce qu'il apprend va au-delà de ça : en vérité, le tout a été une immense mystification créée par le docteur Simmons. Aucun vaisseau extraterrestre n'a largué de bombe nucléaire sur la montagne, aucun trio de vaisseau n'est venu attaquer la Terre, aucun missile n'a été détecté et détruit. De bout en bout, cela a été une manipulation du docteur Simmons qui, par sa grande intelligence et sa motivation, a fait croire à l'humanité entière qu'elle était attaquée par une espèce extraterrestre. Son but était de forcer les humains à se concerter, à échanger des technologies, à créer une défense commune face à un ennemi imaginaire. Et il a bien réussi son coup, puisque son plan a marché à la perfection jusqu'à présent. Le colonel demande au scientifique d'échanger leurs habits, « pour s'amuser ». Sortant du bureau du scientifique, un homme entré clandestinement tire au pistolet sur le colonel (habillé en scientifique) et s'enfuit. Le colonel Simmons révèle à son frère qu'il avait organisé l'assassinat de son frère scientifique pour le punir de la trahison. Il avait envoyé un signal secret au moment des premiers aveux, sans pouvoir empêcher le plan tragique de se mettre en œuvre. La nouvelle se termine par une interrogation du scientifique : s'il révèle la vérité à ses concitoyens, le considérera-t-on comme un saint… ou comme le diable ?

## Compléments